# Muraste naturfredningsområde
Muraste Naturfredningsområde ligger i den nordlige del af Harjumaa, Estland, cirka 15 kilometer fra Tallinn. Dets størrelse er 140,5 ha. I den østlige del af naturreservatet ligger Muraste grænsebevogtningsskole.
Området beskytter en del af den nordlige kyst af Estland og sjældne estiske skovvækster.
I naturfredningsområder ligger Estland ældste fyrtårn af træ, som blev opført i 1859.
Naturefredningsområdet er rigt på fuglearter: Der findes blandt andre rødhals, gærdesmutte, jernspurv, skovpiber, munk, gulbug, gransanger, løvsanger og dompap.
Af større pattedyr forekommer rådyr, elg og vildsvin.